# Is This Goodbye, Charlie Brown?
Is This Goodbye, Charlie Brown?, en español conocido como ¿Es éste el adiós, Carlitos? o ¿Esto es el adiós, Charlie Brown? es el vigesimocuarto especial animado en horario prime-time basado en el popular cómic diario Peanuts, de Charles M. Schulz. Su estreno fue el 21 de febrero de 1983 en la CBS. 

## Argumento
Linus y Lucy se enteran de que su padre ha sido trasladado a un empleo en otra ciudad, y por lo tanto deben mudarse. Todos están trastornados por la partida de sus amigos, especialmente Charlie Brown, Snoopy y Sally Brown, que no quiere aceptar la partida de su "dulce amor".
Schroeder al principio no se toma a mal la noticia de la partida de Linus y Lucy, ya que Lucy dejará de molestarlo para siempre. Pero luego se da cuenta de lo mucho que Lucy significa para el y que la hecha mucho de menos.
En medio de los preparativos de la mudanza, Linus y Lucy organizan un banquete de despedida. El mismo resulta un fracaso, ya que Linus contrata al servicio de Joe Cool (en realidad, Snoopy disfrazado) y la comida es para perros. 
Pero finalmente, toda la tristeza fue en vano, ya que el Sr. Van Pelt no le gustó su nuevo trabajo y vuelve a casa con su familia.

## Reparto
| Personaje              | Actor de Voz Original | Actor de doblaje (Latinoamérica) |
| ---------------------- | --------------------- | -------------------------------- |
| Charlie Brown/Carlitos | Brad Kesten           | Gisella Casillas                 |
| Linus/Lino             | Jeremy Schoenberg     | Elsa Covián                      |
| Lucy                   | Angela Lee            | Diana Santos                     |
| Sally                  | Stacy Heather Tolkin  | Rossy Aguirre                    |
| Schroeder              | Kevin Brando          | Rocío Garcel                     |
| Franklin               | Kevin Brando          | ¿?                               |
| Peppermint Patty       | Victoria Vargas       | Patricia Acevedo                 |
| Marcie                 | Michael Dockery       | ¿?                               |
| Snoopy & Woodstock     | Bill Melendez         | Bill Melendez                    |

## Lanzamiento en DVD
El especial está actualmente disponible en DVD como bonus en el DVD de Charlie Brown: Cuentos de Navidad.